# Johan Jakob Magnell
Johan Jakob Magnell (i riksdagen kallad Magnell i Kristinehamn), född 25 november 1817 i Långseruds församling, Värmlands län, död 8 mars 1882 i Edsleskogs församling, Älvsborgs län, var en svensk rektor, kyrkoherde och politiker. Han var far till Karl Jakob Magnell.
Magnell var ledamot av riksdagens andra kammare 1867–1869, invald i Kristinehamns, Askersunds, Nora och Lindesbergs valkrets.